# 생제르맹앙레성

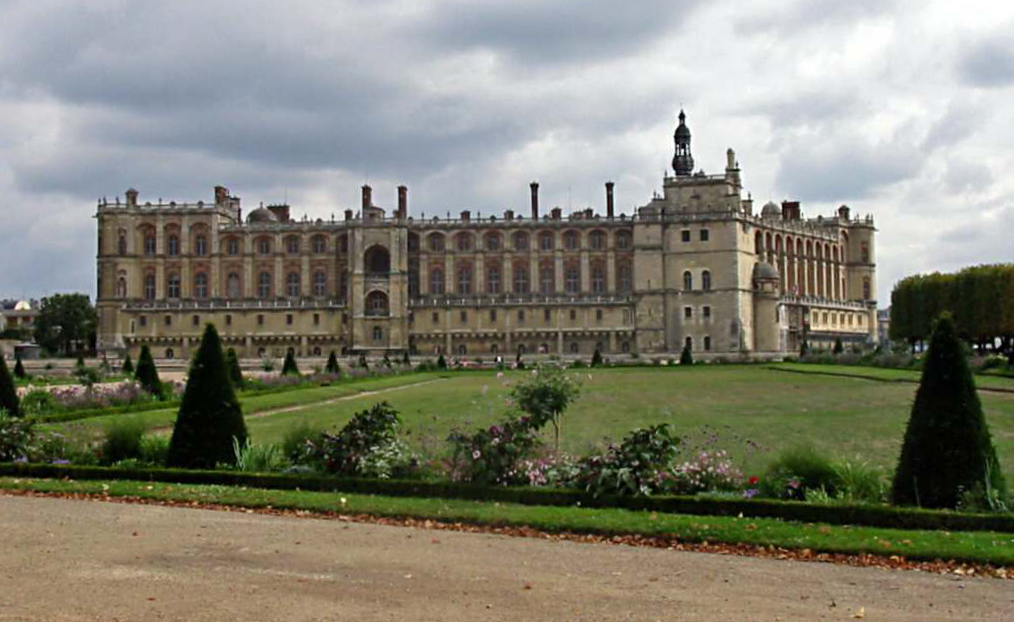

생제르맹앙레이성(Château de Saint-Germain-en-Laye, 프랑스어 발음: [ʃɑto də sɛ̃ ʒɛʁmɛ̃ ɑ̃ lɛ])은 프랑스 파리에서 서쪽으로 약 19km 떨어진 이블린 데파르트망의 생제르맹앙레 코뮌에 있는 옛 왕궁이다. 오늘날에는 국립 고고학 박물관이 있다.